# Georg Wolf von Tümpling
Georg Wolf von Tümpling (* 21. März 1713 in Freiberg (Sachsen); † 12. August 1777 in Schidlitz) war ein preußischer Oberst, Chef des Garnisonsregiments Nr. 2 sowie Erbherr auf Freyrode, Kolb und Lobschütz.

## Leben

### Herkunft
Seine Eltern waren der sachsen-weimarische Oberstleutnant und Kammerjunker Georg Wolf von Tümpling (* 2. Mai 1672; † 1. Dezember 1732) und dessen Ehefrau Johanne (Marie) Charlotte, geborene von Karlowitz († 22. März 1734). Die Eltern seiner Mutter waren der Oberberghauptmann Hans Carl von Carlowitz († 3. März 1714) auf Arnsdorf und dessen Ehefrau Usula Magarethe von Bose aus dem Haus Frankleben. Sein Vater war Erbherr von Sonna, Kursdorf und Hermsdorf.

### Militärkarriere
Von Tümpling war zunächst zwei Jahre Kadett in Dresden und danach fünf Jahre bei der Leibgarde zu Pferd des Herzogs Eberhard Ludwig von Württemberg. Dort wurde er am 1. Februar 1735 Premierleutnant. Das Regiment kam in österreichischen Sold und nahm am Angriff bei Kursheim bei Philippsburg teil. Der Herzog Karl Friedrich von Württemberg-Oels überließ im Jahr 1741 das Regiment dem preußischen König Friedrich II. Es bildete danach den Grundstock für das Regiment „Woldeck“ in Minden. Von Tümpling wurde gleich Stabshauptmann und am 1. Januar 1744 erhielt er eine eigene Kompanie. Am 13. Juli 1757 wurde er Major, am 12. April 1762 Oberstleutnant sowie am 25. Mai 1765 Oberst und Kommandeur des Regiments. Im Jahr 1773 wurde er Chef des Garnisonsregiments Nr. 2.
Während des Siebenjährigen Krieges kämpfte von Tümpling bei Prag, Kolin, Liegnitz, Torgau und Reichenbach. In der Schlacht bei Kunersdorf wurde er verwundet. Ferner war er bei den Belagerungen von Olmütz, Dresden und Küstrin wie auch bei den Gefechten bei Krenau, Kloster-Wahlstadt, Romburg in Böhmen, Fehrbellin, Hof und Holitsch sowie beim Sturm auf die Siptitzer Höhen im Rahmen der Schlacht bei Torgau beteiligt.

### Familie
Er heiratete am 12. November 1748 Vincentine Henriette von Runinghafen (* 18. Juli 1734; † 5. Juni 1801). Ihr Vater war preußischer Justiz- und Hofgerichtsrat in Kleve. Das Paar hatte drei Töchter und einen Sohn:
- Emilie Sophie Franziska Charlotte (* 27. Februar 1750; † 26. Mai 1755)
- Christiane Eleonore Christine Elisabeth (* 21. Juni 1751; † 4. Juli 1751)
- Elisabeth Wilhelmine Auguste Barbara (* 18. Februar 1753; † 24. August 1753)
- Georg Heinrich August Friedrich Clemens (* 1. Juli 1755; † 6. Januar 1835, unverheiratet in Wesel)